# شارل ریگولو
شارل ریگولو (انگلیسی: Charles Rigoulot; ۳ نوامبر ۱۹۰۳ – ۲۲ اوت ۱۹۶۲) وزنه‌بردار، کشتی‌گیر و راننده خودروی مسابقه‌ای، و هنرپیشه اهل فرانسه بود.